# Oskar Veldeman
Oskar Veldeman (ur. 8 grudnia 1912 w Viljandi, zm. 24 grudnia 1942 w obwodzie gorkowskim) – estoński skoczek narciarski, motocyklista i dziennikarz sportowy.
Medalista mistrzostw kraju w skokach narciarskich i sporcie żużlowym na długim torze. Uczestnik Mistrzostw Świata w Narciarstwie Klasycznym 1938. Pionier skoków narciarskich w Estonii – pierwszy mistrz kraju, pierwszy estoński skoczek narciarski uczestniczący w mistrzostwach świata i wielokrotny rekordzista kraju w długości skoku.

## Życiorys

### Życie prywatne
Urodził się 8 grudnia 1912 w Viljandi. Uczęszczał do szkoły handlowej w tym samym mieście. Pracował jako karykaturzysta i dziennikarz sportowy w gazecie Rahvalehe, publikując pod pseudonimem Ove. Był aktywnym działaczem sportowym: członkiem-założycielem klubu motorowego Eesti Mootorispordi Klubi (1932), wiceprzewodniczącym klubu narciarskiego ÜENÜTO, który reprezentował jako zawodnik. Służył w lokalnym oddziale Kaitseliitu jako pilot szybowca, trzykrotnie otrzymując odznaczenia za swą działalność.

### Kariera sportowa

#### Skoki narciarskie
Pierwszy skok oddał w wieku 15 lat, zimą 1928 na usypanej ze śniegu skoczni. W 1933 w Viljandi został pierwszym w historii mistrzem Estonii w skokach narciarskich. Wynik ten powtórzył w 1936, 1937 i 1940, a w 1938 zajął drugie miejsce za Eduardem Raidlą. Podczas mistrzostw w 1936 ustanowił rekord skoczni Lossimäe Hüppemägi w Viljandi, wynoszący 22,5 metra, zaś w czasie zawodów w 1937 i 1940 oddawał rekordowe skoki na Mustamäe w Tallinnie, wynoszące odpowiednio 25,5 oraz 27,5 metra. W latach 1931–1936 sześciokrotnie ustanawiał rekord kraju w długości skoku narciarskiego, uzyskując odległości od 17,5 do 38,5 m.
W zawodach międzynarodowych po raz pierwszy wziął udział w 1934. Został wówczas zgłoszony do igrzysk narciarskich w Lahti. Jego występ zakończył się kontuzją, gdy po skoku na odległość 38 m doznał skręcenia stawu kolanowego w lewej nodze. Uznanie w mediach zagranicznych zdobył po raz pierwszy w 1937. 10 marca w zawodach z udziałem 110 sportowców, oglądanych przez 30 tys. widzów, oddał skoki na odległość 37,5 oraz 38,5 m, które zostały ocenione jako poprawne stylistycznie.
W 1938 Veldeman oraz Eduard Raidla zostali zgłoszeni – jako pierwsi Estończycy w historii – do występu w zawodach skoków narciarskich na Mistrzostwach Świata w Narciarstwie Klasycznym 1938 na Salpausselce w Lahti. Raidla w wyniku upadku podczas treningu stracił przytomność i trafił do szpitala. Nie doznał poważnych obrażeń, ale nie wystartował w konkursie, wobec czego Veldeman jako jedyny reprezentant Estonii w skokach narciarskich wziął udział w mistrzostwach. W konkursie oddał skoki na odległość 50 oraz 52,5 m (bądź też 50 oraz 52 m), oba zakończone upadkiem. Zajął w zawodach 90. miejsce spośród 97 startujących, najniższe wśród zawodników, którzy wzięli udział w obu seriach konkursowych. Z wynikiem punktowym 48,8 stracił niemal 180 punktów do zwycięzcy – Norwega Asbjørna Ruuda. Od organizatorów zawodów otrzymał nagrodę pocieszenia.

#### Sporty motorowe
Karierę w sportach motorowych rozpoczął w 1931. W 1934 i 1935 zwyciężał w żużlowych mistrzostwach Estonii na długim torze. W 1934 i 1938 wygrał międzynarodowe zawody motocyklowe na torze Pirita-Kose-Kloostrimetsa, oglądane przez około 20 tys. kibiców, a w 1935 zajął w nich drugie miejsce za Finem Raine Lampinenem. Osiągał na nich rekordy prędkości: w 1934 osiągnął średnio 93,04 km/h, a w 1938 – 100,94, stając się pierwszym Estończykiem, który na tym torze przekroczył średnią prędkość 100 km/h. Ustanowił też rekord prędkości w wyścigu na 1 km – 180 km/h. Brał udział w międzynarodowych zawodach w Sztokholmie i Berlinie. Za swoje wyniki w sportach motorowych trzykrotnie: w 1934, 1935 i 1938 był nagradzany przez premiera Estonii.

### Działalność pod okupacją
Veldeman sprzeciwiał się zajęciu Estonii przez Związek Radziecki. 23 czerwca 1940 zorganizował pogrzeb żołnierza estońskiego, który zginął w starciu z Armią Czerwoną. 18 lipca 1940 po towarzyskim meczu piłki nożnej pomiędzy reprezentacjami Estonii i Łotwy, zakończonym zwycięstwem Estończyków, wybuchła spontaniczna manifestacja. Podczas niej Veldeman objechał na motorze stadion, wymachując estońską flagą, a także rozdawał małe flagi innym manifestantom. Veldemanowi sugerowano opuszczenie Estonii, uznał jednak, że jako sportowiec nie musi się niczego obawiać.

#### Aresztowanie i śmierć
3 września 1940 Veldeman został aresztowany. Oskarżono go o przywództwo nad kontrrewolucyjnymi organizacjami młodzieżowymi, drukowanie i rozpowszechnianie antyradzieckich materiałów oraz udział w antyradzieckich demonstracjach. Trafił do więzienia w tallińskiej dzielnicy Lasnamägi. 16 grudnia 1941 został skazany na 10 lat obozu pracy. Został wywieziony w wagonie bydlęcym do obozu w obwodzie gorkowskim. 24 grudnia 1942 zginął w nim podczas pracy, przygnieciony ściętym drzewem.

## Osiągnięcia – skoki narciarskie

### Mistrzostwa świata
| Miejsce | Data       | Miejscowość | Skocznia     | Konkurs | Skok 1 | Skok 2 | Nota     | Strata    | Zwycięzca    |
| ------- | ---------- | ----------- | ------------ | ------- | ------ | ------ | -------- | --------- | ------------ |
| 90.     | 27.02.1938 | Lahti       | Salpausselkä | ind.    | 50,0 m | 52,5 m | 48,8 pkt | 177,6 pkt | Asbjørn Ruud |

### Mistrzostwa Estonii
| Pozycja | Data       | Miejscowość | Skocznia           | Punkt K | Konkurs | Skok 1 | Skok 2 | Nota      | Strata  | Zwycięzca     |
| ------- | ---------- | ----------- | ------------------ | ------- | ------- | ------ | ------ | --------- | ------- | ------------- |
| 1.      | 06.03.1933 | Viljandi    | Lossimäe Hüppemägi | K-20    | ind.    | 21,5 m | b/d    | b/d       | –       | –             |
| 1.      | 16.02.1936 | Viljandi    | Lossimäe Hüppemägi | K-20    | ind.    | 22,5 m | 21,5 m | b/d       | –       | –             |
| 1.      | 14.03.1937 | Tallinn     | Mustamäe           | K-25    | ind.    | 25,5 m | 24,0 m | 219,0 pkt | –       | –             |
| 2.      | 06.02.1938 | Tallinn     | Mustamäe           | K-25    | ind.    | 19,5 m | 21,5 m | 217,5 pkt | 1,5 pkt | Eduard Raidla |
| 1.      | 03.03.1940 | Tallinn     | Mustamäe           | K-25    | ind.    | 25,0 m | 27,5 m | 220,1 pkt | –       | –             |